# Лан Лан
Лан Лан (кит. спр. 郎朗, піньїнь: Láng Lǎng, англ. Lang Lang; нар. 14 червня 1982, Шеньян, провінція Ляонін, КНР) — американський піаніст-віртуоз китайського походження.

## Біографія
Лан Лан народився в м. Шеньян, КНР, і має маньчжурське коріння. Батько - Лан Гожень (кит.: 郎国任 郎国任) музикант (ерху). У дворічному віці Лан Лан побачив епізод The Cat Concerto з серії мультфільмів «Том і Джеррі», в якому звучала Угорська рапсодія №2 Ференца Ліста. За словами Лан Лана, це був його перший контакт із західною музикою, після якого у нього виникло бажання навчитися грати на фортепіано. Почавши навчання у віці трьох років, в п'ять років Лан посів перше місце на фортепіанному конкурсі в Шеньяні і тоді ж дав свій перший сольний концерт. У 1997 сім'я Лан Лана емігрувала в США, де піаніст нині проживає. У 2019 Лан Лан оголосив про свій шлюб з 24-річною піаністкою Джиною Алісою Редлінгер в своїх офіційних акаунтах в соціальних мережах. Його дружина, що має німецьке і корейське коріння, закінчила Вищу школу музики в Гамбурзі, один з найпрестижніших музичних навчальних закладів в Німеччині.

## Міжнародний музичний фонд Лан Лана
Лан Лан проголосив своєю місією популяризувати класичну музику в світі, зробивши особливий акцент на навчанні дітей і юних музикантів. Financial Times відзначала, що Лан Лан «палкий в своїх зусиллях збільшити популярність класичної музики». У жовтні 2008 року в Нью-Йорку Лан Лан почав діяльність Міжнародного музичного фонду свого імені за підтримки Grammy і ЮНІСЕФ. Цей фонд був створений для збагачення життя дітей за допомогою глибокого розуміння і задоволення від класичної музики. Фонд надає фінансову підтримку наступному поколінню музикантів. У травні 2009 року Лан Лан і три учні з його фонду - Чарлі Лю, Анна Ларсен і Дерек Ван, у віці від 8 до 10 років, - виступали разом на шоу Опри Вінфрі. 

## Записи

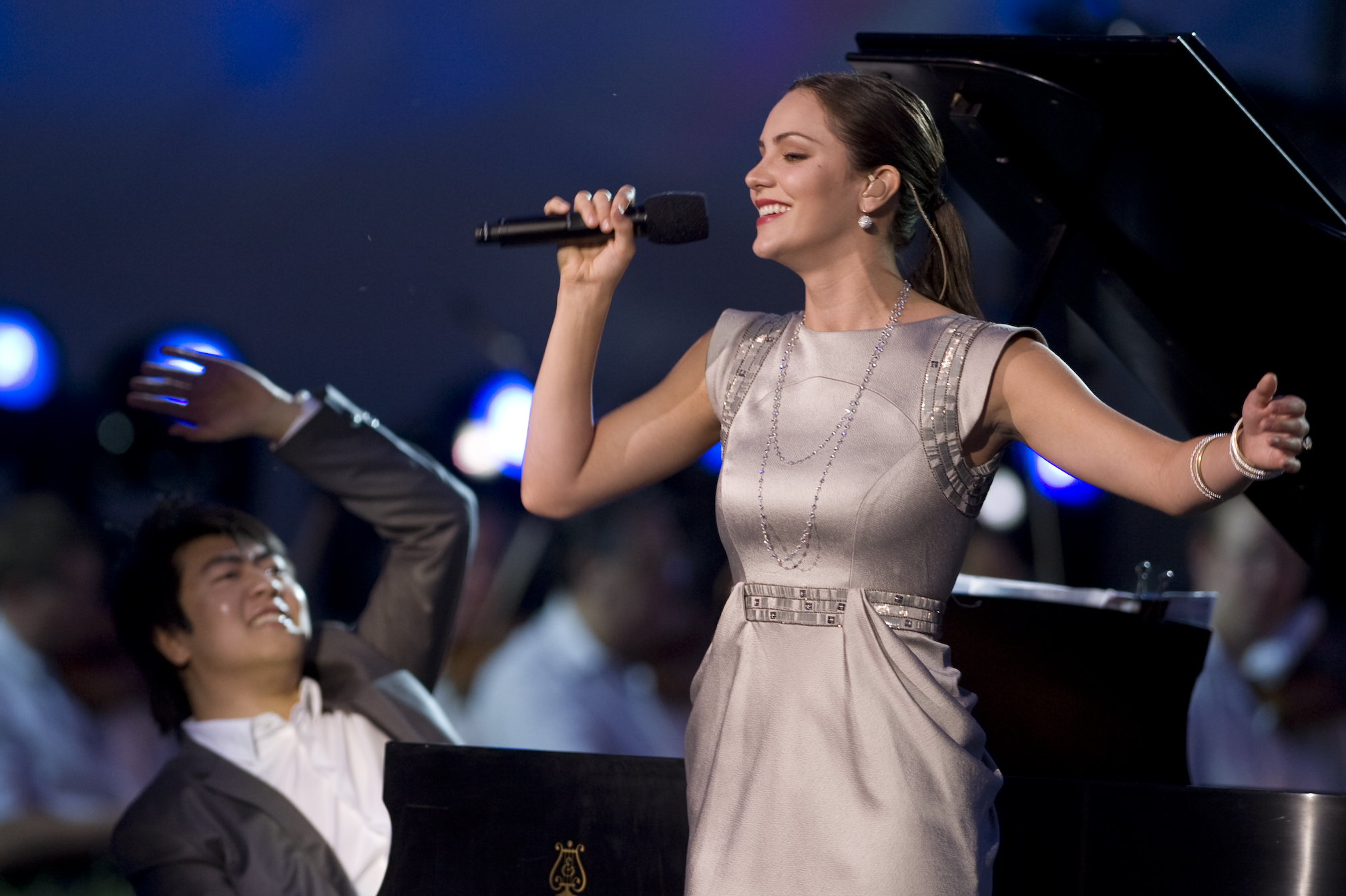
Лан Лан і співачка Кетрін Макфі під час виступу на концерті в День пам'яті у Вашингтоні (24 травня 2009 р.)

- 2001 - Recorded Live At Seiji Ozawa Hall, Tanglewood
- 2002 - Klavierkonzert 3 & Etüden
- 2004 - Lang Lang Live At Carnegie Hall (Re-Release: 2008)
- 2006 - «Memory»
- 2006 - «Dragon Songs»
- 2008 - «Dreams of China»
- 2008 - «Time For Dreams»
- 2010 - «Lang Lang - Live in Vienna»
- 2011 - "Liszt - My piano hero"
- 2014 - "The Mozart Album"
- 2015 - "Lang Lang in Paris"
- 2016 - "Best of Lang Lang"
- 2016 - "The Chopin Album"
- 2016 - "New York Rhapsody"
- 2017 - "Romance" [12][13]
- 2019 - "Piano Book" [14]

## Нагороди та досягнення
- 2004 - Лан Лан був обраний міжнародним послом доброї волі ЮНІСЕФ[15].
- 2008 - Національна академія мистецтва і науки звукозапису США обрала Лан Лана своїм культурним послом в Китаї[16].
- 2009 - журнал Time включив піаніста в Time 100 - список ста найбільш впливових людей року[17].
- Введено в Зал слави журналу Gramophone[18].